# WAVE (Vijandeuxの曲)
「WAVE」（ウェーブ）は、2010年7月14日に発売されたVijandeuxの4枚目のシングル。

## 解説
通常盤、期間限定生産盤（銀魂盤）の2種類があり、収録曲が異なる。初回生産限定盤には、『よりぬき銀魂さん』完全描き下ろしジャケット(万事屋ver.)仕様。

## 収録曲

### 通常盤
1. WAVE
  - テレビ東京系アニメ「よりぬき銀魂さん」エンディングテーマ
2. HERE WE GO!
  - 専門学校「日本工学院」TV-CM
3. STAND BY ME
4. WAVE (Instrumental)
5. HERE WE GO! (Instrumental)

### 銀魂盤
1. WAVE
2. HERE WE GO!
3. よりぬきビジャンドゥ Mixed by DJ和
4. WAVE(よりぬき銀魂さん テレビサイズ1分32秒)